# Negroamaro

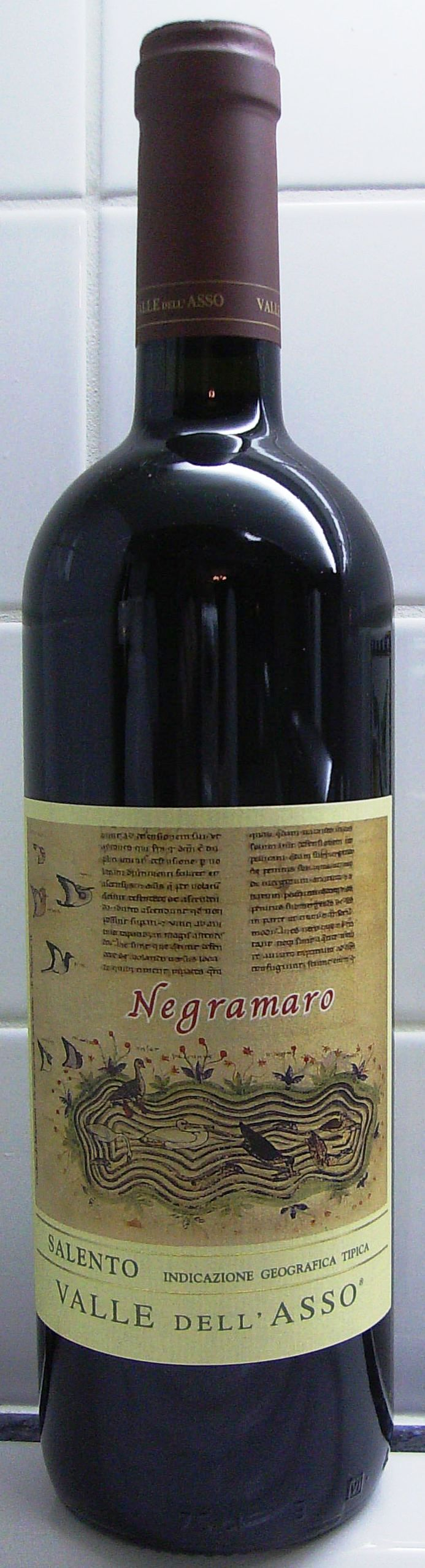
Vino ottenuto da uve Negroamaro in purezza

Il Negroamaro (scritto anche negro amaro e negramaro) è un vitigno a bacca nera coltivato quasi esclusivamente in Puglia, in modo particolare nel Salento.

## Storia
L'origine del nome secondo alcuni non è altro che la ripetizione della parola nero in due lingue: niger in latino e μαύρο (traslitterato mávro) in greco, da cui il dialettale màru. Secondo altri deriverebbe invece dal colore molto scuro degli acini e dal sapore amaro del vino. È uno dei principali vitigni dell'Italia meridionale.

## Utilizzo
È un'uva estremamente versatile, molto utilizzata anche per la vinificazione in rosato. In commercio è possibile reperire sia prodotti vinificati in purezza sia mescolato. Molto noti sono il Lizzano DOP (Lizzano Rosso DOP, Lizzano Rosato Negroamaro DOP, Lizzano Negroamaro rosso superiore DOP), il Copertino rosso riserva ed il Salice Salentino DOC che per disciplinare è ottenuto attraverso una miscela di uve Negroamaro 85% e Malvasia Nera 15%, la quale affievolisce le caratteristiche note amarognole tipiche del Negroamaro.

## Sinonimi
Il vino è conosciuto con molti altri nomi: Albese, Abruzzese, Arbese, Jonico, Mangiaverde, Negro Amaro, Nero Leccese, Nigra amaru, Niuru maru, Uva Cane.

## Caratteristiche
Epoca di maturazione: media (fine settembre-inizio ottobre), si registrano variazioni in base alla zona di coltivazione.
Vigoria: ottima.
Produttività: abbondante e costante.
Peso medio del grappolo: medio-elevato (300-350 g).
Acino: medio-grosso, forma ovale più largo all'apice; buccia pruinosa, di colore nero violaceo, poco sottile e consistente.
Esigenze ambientali e colturali: adattabile con facilità a diversi tipi di terreno, con preferenza per quelli calcareo-argillosi, e ai 
climi caldi anche se aridi.
Utilizzi: esclusivamente per la vinificazione, in purezza o unito ad altri vitigni, storicamente alla Malvasia Nera (Malvasia Nera, Sangiovese, Montepulciano).

## Nella cultura di massa
Il gruppo musicale dei Negramaro deve il suo nome a questo vitigno.